# 英雄出少年
《英雄出少年》（英語：The Young Heroes of Shaolin）是香港電視廣播有限公司製作的古裝武打電視劇，全劇共20集，監製邱家雄。

## 故事大綱
本劇根據洪熙官與方世玉等，清代中期廣東的武林高手或俠士*的歷史或傳說故事改編而成。
- 即廣東十虎的祖父或曾祖父輩。

## 演員表
- 石　修 飾 洪熙官
- 董　瑋 飾 方世玉
- 苗僑偉 飾
- 歐陽佩珊 飾 姚冷翠
- 黃杏秀 飾 方詠春
- 黃日華 飾 乾隆
- 關海山 飾 姚璘
- 白　茵 飾 苗翠花
- 郭　峰 飾 赤冠仙
- 何碧堅 飾 少林至善大師
- 江　毅 飾 少林戒空大師
- 羅國維 飾 馮道德
- 石　堅 飾 牛化蛟
- 麥大成 飾 少林戒嗔大師
- 陳有后 飾 胡惠乾父
- 劉兆銘 飾 李巴山
- 黃文慧 飾 李小環
- 陳國權 飾 雷老虎
- 姚鳯絲 飾 柳燕
- 陳狄克 飾 獅王 - 滿州第一勇士
- 楊炎棠 飾 赤煉甲
- 何禮男 飾 阿鏞
- 楊嘉諾 飾 周俊
- 嚴秋華 飾 劉華
- 焦　雄 飾 總兵
- 劉德華 飾 少林俗家弟子
- 雪　梨 飾 平平公主
- 關　鍵 飾 柳燕父
- 駱　恭 飾 少林僧人
- 黎少芳 飾 村民
- 馮志豐 飾 村民
- 甘國衛 飾 悟淨
- 高雄 飾 悟清
- 石毅雲 飾 清朝官員

## 類似劇集
- 佳藝電視 - 《廣東好漢》
- 亞洲電視 - 《少林五壯士》

## 電視節目的變遷
| 英屬香港無綫電視翡翠台 星期一至五 19.00-20.00 | 英屬香港無綫電視翡翠台 星期一至五 19.00-20.00 | 英屬香港無綫電視翡翠台 星期一至五 19.00-20.00 |
| --------------------------------------------- | --------------------------------------------- | --------------------------------------------- |
|                                               | 英雄出少年 (1981.10.19-1981.11.13)            |                                               |
| 老虎甩鬚 (1981.9.28-1981.10.16)               | 富貴榮華 (1981.11.16-1981.12.11)              |                                               |